# بازگیر (بروجرد)
بازگیر روستایی از توابع شهرستان بروجرد در استان لرستان است. این روستا در دهستان همت‌آباد در بخش مرکزی این شهرستان قرار دارد.

## جمعیت
بنابر سرشماری مرکز آمار ایران، جمعیت بازگیر در سال ۱۳۸۵، برابر با ۳۱ نفر بوده است که از این میان ۱۷ نفر مرد و بقیه زن بوده‌اند. این روستای کم جمعیت تنها ۷ خانوار دارد.